# Råda, Lidköpings kommun
Råda är ett bostadsområde i tätorten Lidköping och kyrkbyn i Råda socken, Lidköpings kommun.
Trakten är rik på lämningar från sten-, järn- och bronsåldern.

## Tätort
1965 avgränsade SCB här en tätort med 387 invånare inom Kållands-Råda landskommun. 1995 hade tätorten sammanvuxit med Lidköpings tätort. Vid 2010 år tätortsavgränsning låg Råda fortfarande inom Lidköpings tätort.